# Поповка (Новосибирская область)
Поповка — посёлок в Карасукском районе Новосибирской области. Административный центр Знаменского сельсовета.

## География
Площадь посёлка — 70 гектаров.

## История
Основан в 1908 году. В 1928 г. посёлок Поповский состоял из 78 хозяйств, основное население — русские. Центр Поповского сельсовета Андреевского района Славгородского округа Сибирского края.

## Население
| 2002 | 2007 | 2010 |
| ---- | ---- | ---- |
| 832  | ↗859 | ↘803 |

## Инфраструктура
В посёлке по данным на 2007 год функционируют 1 учреждение здравоохранения, 2 образовательных учреждения.